# الناطورة
قوات الناطوره أو اللجنة الشعبية للحرس الآشوري (بالسريانية: ܢܛܘܪ̈ܐ ܕܬܠ ܬܡܪ ܐܫܘܪܝܐ)‏ وتسمّي نفسها رسمياً قوات الأمن الداخلي الآشورية هي ميليشيا سورية آشورية مسيحية ووحدة عسكرية - أمنية متمركزة في بلدة تل تمر بوادي خابور شمال غرب الحسكة، وهي منطقة مكتظة بالسكان الآشوريين. تتألف الميليشيا من الآشوريين المحليين، إلى جانب أفراد من مجلس حرس الخابور الآشوري التابع للحزب الآشوري الديمقراطي.

## خلفية تاريخية
على الرغم من أن تاريخ التأسيس غير معروف، إلا أن بعض المصادر تزعم أنه تم إنشاء اللجنة الشعبية للحرس الأشوري في 1 أكتوبر 2011. ومنذ تشكيلها، شاركت الميليشيات في العديد من العمليات التي تقودها قوات سوريا الديمقراطية ضد داعش، مثل هجوم منبج وحملة الرقة وهجوم دير الزور. كما تقوم اللجنة الشعبية للحرس الأشوري أيضا بحماية احتفالات كنيسة المشرق الآشورية.
في 25 فبراير 2017، وافق الحزب الآشوري الديمقراطي على الانضمام إلى مجلس سوريا الديمقراطية، ووافقت وحدات حماية الشعب على تسليم مهام الأمن في البلدات الآشورية على طول نهر خابور إلى مجلس حرس الخابور الآشوري واللجنة الشعبية للحرس الأشوري، وانضم كلاهما إلى قوات سوريا الديمقراطية. في 13 أبريل، قامت قوات حزب الاتحاد الديمقراطي بشكل رسمي بتسليم قرى وادي خابور إلى مجلس حرس الخابور الآشوري واللجنة الشعبية للحرس الأشوري، واحتفظت وحدات حماية الشعب بقاعدة عسكرية بالقرب من قرية تل تمر.
في 24 سبتمبر 2018 ، أعلن الحزب الآشوري الديمقراطي عن تشكيل قيادة عسكرية موحدة للجنه الشعبية للحرس الأشوري ومجلس حرس الخابور الآشور، واطلق على هذه القيادة اسم «قوات آشور».

## روابط خارجية
- الناطورة  على فيسبوك.